# Dorothea Hirschfeld
Dorothea Hirschfeld  (geboren am 26. Februar 1877 in Berlin; gestorben am 12. Juni 1966 in West-Berlin) war eine deutsche Politikerin (SPD) und Wegbereiterin der Sozialen Arbeit in Deutschland.

## Leben
Dorothea Hirschfeld war die Tochter des jüdischen Kaufmanns Julius Hirschfeld (1845–1897) und seiner Frau Anna geb. Stern (1846–1917). Nach einer Ausbildung als Bibliothekarin arbeitete sie von 1904 bis 1912 bei der Berliner Zentralstelle für Armenpflege und Wohltätigkeit. Von 1912 bis 1919 war sie Referentin und Geschäftsstellenleiterin beim Deutschen Verein, bei dem sie anschließend dem Vorstand (1919–1921) und dem Hauptausschuss (1919–1933) angehörte. Während des Ersten Weltkriegs war sie im Nationalen Frauendienst tätig.
Im November 1916 gründete sie gemeinsam mit Else Lüders, Gertrud Israel und Hedwig Wachenheim den Deutschen Verband der Sozialbeamtinnen, dessen Vorstand sie angehörte.
1918 wurde Dorothea Hirschfeld Mitglied der SPD. Ein Jahr später gehörte sie zu den Mitbegründerinnen der Arbeiterwohlfahrt (AWO). Als erste Frau wurde sie 1919 Mitarbeiterin des Reichsarbeitsministeriums und leitete dort ab 1920 als Ministerialrätin das Referat Kriegerwitwen- und Kriegerwaisenfürsorge, von 1927 bis 1929 war sie Direktorin in der neu gegründeten Reichsanstalt für Arbeitsvermittlung und Arbeitslosenfürsorge, dann wieder Referentin im Ministerium. Von 1919 bis 1920 war sie Berliner Stadtverordnete für die SPD.
In der AWO übernahm sie 1925 die Leitung des Fachausschusses Allgemeine Fürsorge. Dorothea Hirschfeld wendete sich gegen die, zur damaligen Zeit auch von sozialdemokratischen Gesundheits- und Sozialpolitikern vertretenen, These der Erblichkeit des Alkoholismus oder die von dem angeborenen Wandertrieb der Obdachlosen. Sie hob dagegen die gesellschaftlichen Ursachen dieser sozialen Probleme hervor. Wie viele Sozialarbeiterinnen ihrer Generation, die selbst nicht die Möglichkeit einer Fachschulausbildung hatten, legte Dorothea Hirschfeld großen Wert auf die Aus- und Weiterbildung der in der Wohlfahrtspflege Beschäftigten. Sie war als Lehrerin und Kuratoriumsmitglied an der Wohlfahrtsschule der AWO tätig und setzte sich als gelernte Bibliothekarin für den Aufbau der Schulbibliothek ein.
Zu Beginn der Zeit des Nationalsozialismus wurde sie im April 1933 aus antisemitischen Gründen vom Reichsarbeitsministerium entlassen. Der Deutsche Verband der Sozialbeamtinnen und die AWO wurden von den Nationalsozialisten aufgelöst. Anders als einige ihrer Verwandten, denen sie half zu emigrieren, verließ Dorothea Hirschfeld Deutschland nicht. Sie lebte zurückgezogen in Berlin. Von der ihr zustehenden Pension erhielt sie nur einen geringen Teil. Am 3. Oktober 1942 wurde sie im Alter von fünfundsechzig Jahren in das Ghetto Theresienstadt deportiert. Das hauptsächlich aus Grundbesitz bestehende Vermögen der Familie wurde zugunsten des Deutschen Reiches eingezogen. Drei Wochen nach der Deportation von Dorothea Hirschfeld beging ihre Schwester Pauline Hirschfeld am 25. Oktober 1942 Selbstmord durch Schlafmittelvergiftung. Ihr Bruder Kurt Hirschfeld, der am 14. Juni 1938 bei der Juni-Aktion im Rahmen der „Aktion Arbeitsscheu Reich“ (ASR) verhaftet und in das KZ Buchenwald verschleppt wurde, starb drei Monate nach seiner Entlassung an den Folgen der Inhaftierung bereits am 29. November 1938. Dorothea Hirschfeld überlebte den Holocaust und kehrte im August 1945 nach Berlin zurück.
Von Oktober 1945 bis 1948 arbeitete sie als Referentin in der Hauptverwaltung für das Gesundheitswesen in der Sowjetischen Besatzungszone. Die wiedergegründete AWO berief sie in das Kuratorium des Sozialpädagogischen Instituts.
Dorothea Hirschfeld starb 1966 im Alter von 89 Jahren in Berlin-Tempelhof.

## Ehrungen
1952 wurde sie mit dem Verdienstkreuz am Bande der Bundesrepublik Deutschland ausgezeichnet. Nach Dorothea Hirschfeld ist einer der Sitzungssäle im Kurt-Schumacher-Haus, dem Sitz des Berliner SPD-Landesverbandes, benannt.

## Veröffentlichungen
- Die Frauen in der Armen- und Wohlfahrtspflege Deutschlands: Bericht aus Anlaß des Internationalen Kongresses für Armenpflege und Wohltätigkeit Kopenhagen 1910. Selbstverlag der Zentralstelle für Armenpflege und Wohltätigkeit, Berlin 1909.
- Die Anstaltsfürsorge in Deutschland: eine Nachweisung derjenigen deutschen Erziehungs-, Heil- u. Pflegeanstalten, die sich in der Aufnahme von Pfleglingen nicht auf einen engeren örtlichen Bezirk beschränken. Verlag Duncker & Humblot, Leipzig 1910.
- Die Wohlfahrtspflege und das Gesetz über die Arbeitsvermittlung und Arbeitslosenversicherung. In: Arbeiterwohlfahrt 3 (1928): S. 353–363
- Vom Armenwesen zur sozialen Fürsorge. Erinnerungen aus meiner Tätigkeit im Reichsarbeitsministerium. In: Neues Beginnen. Zeitschrift der Arbeiterwohlfahrt. Bremen: 1954, S. 53.